# كورتني بورتون
كورتني بورتون (بالإنجليزية: Courtney Burton)‏ (28 يونيو 1978 - ) هو ملاكم أمريكي.